# デスクトップ・メタファー

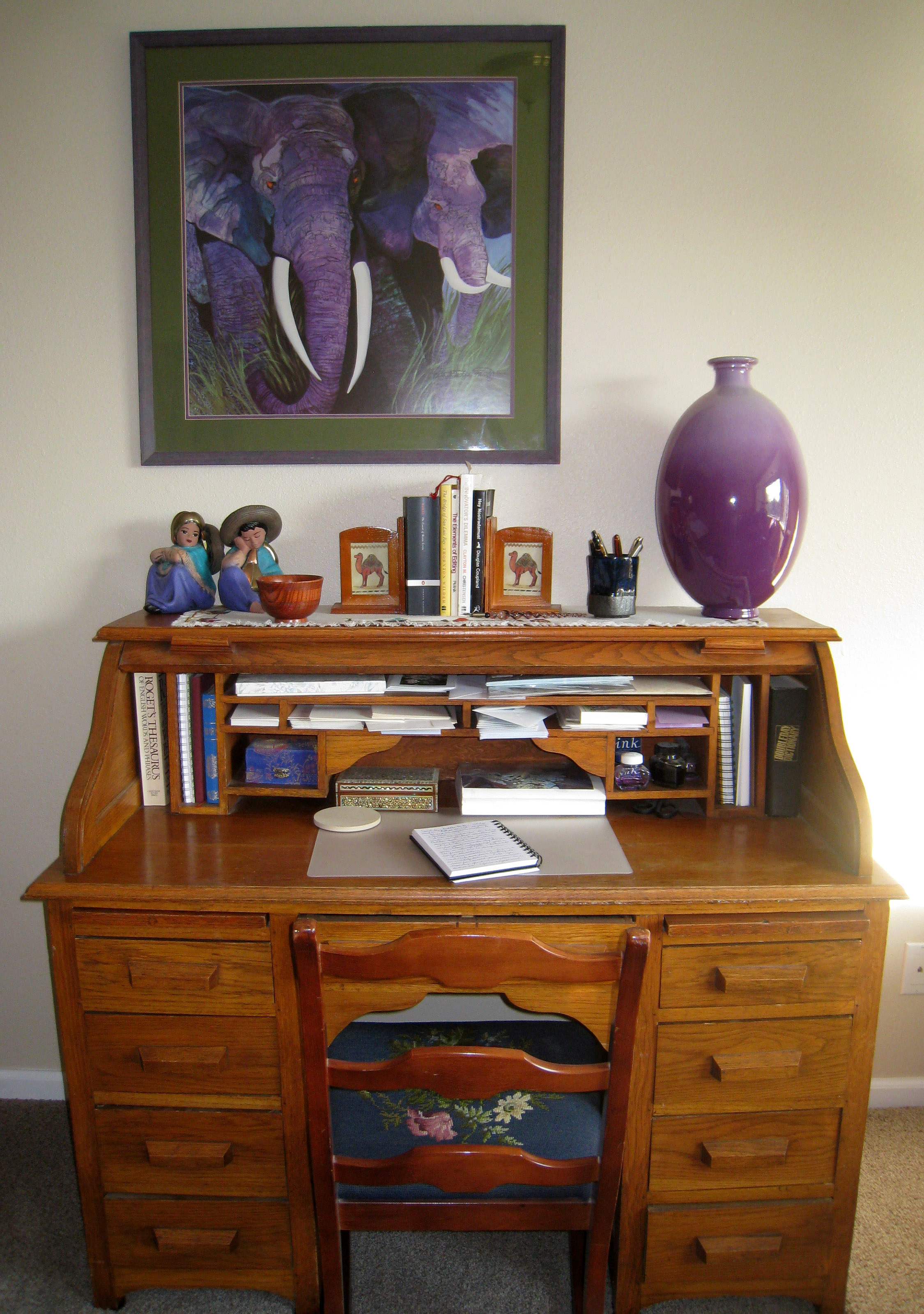
コンピュータ・インターフェースは、 書き物机（ライティングデスク）の概念的なメタファーである。

コンピューターの使用において、デスクトップ・メタファー（英: Desktop metaphor）は、ユーザがより簡単にコンピュータと対話できるようにするためにグラフィカルユーザインタフェース（GUI）で使用される統一概念のセットであるインタフェースメタファーである。
デスクトップ・メタファーは、 コンピュータ・モニターをあたかもユーザの机の上であるかのように扱い、その上にドキュメント（文書）や文書フォルダーなどの「オブジェクト」を配置することができる。ドキュメントは、デスクトップに置かれたドキュメントの紙のコピーを表すウィンドウに開くことができる。また、机上の電卓やメモ帳など、デスクアクセサリと呼ばれる小さなアプリケーションも用意されている。 
デスクトップ・メタファー自体は、メタファーの「純粋さ」を維持することよりも、コンピュータの機能へのアクセスや使いやすさが重要であるため、デスクトップ環境のさまざまな実装によって拡張されてきた。そのため、デスクトップ上にはゴミ箱があり、ディスクやネットワークボリューム（これは書類整理棚と考えることができ、通常のデスクトップ上には「ない」ものである）もある。メニューバーやタスクバーのような他の機能は、現実のデスクトップには対応していない。 

## 歴史

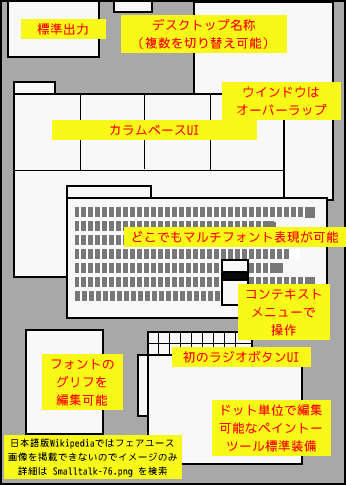
デスクトップに見立てたモニター上にドキュメントを表示するSmalltalk-76環境（ゼロックス Alto、1973年頃）

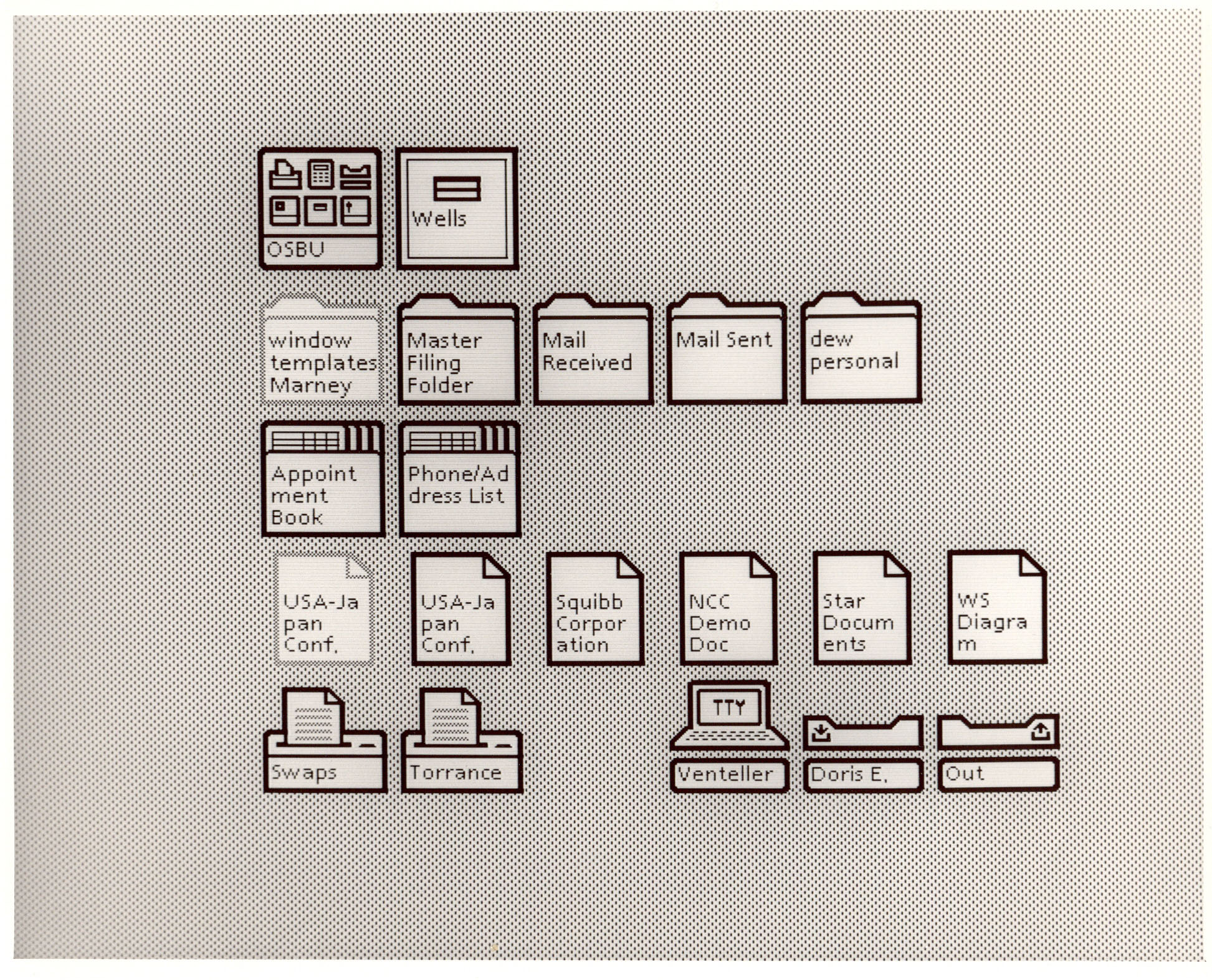
ファイルの種類やコンピュータの機能を、初心者でも理解しやすいようにアイコンで図形化したゼロックス Star（1981年）［上から目録、ドロワー（引き出し）、フォルダー、リスト、文書、プリンタ、通信端末、送信箱、受信箱が並ぶ］

デスクトップ・メタファーは、1970年にゼロックスPARCのアラン・ケイによって初めて導入され、その後の10年間、PARCの科学者たちによって開発された一連の革新的なソフトウェア・アプリケーションの中で練り上げられてきた。初期バージョンのデスクトップ・メタファーを使用した最初のコンピュータは、実験的なゼロックスAlto であり、この種のインタフェースを採用した最初の商用コンピューターは、ゼロックスStarであった。関連情報を格納するためのウィンドウ・コントロールの使用はデスクトップ・メタファーよりも前のもので、その原始的なバージョンはダグラス・エンゲルバートの「すべてのデモの母 （The Mother of All Demos）」に登場しているが、PARCによってSmalltalk言語の環境に組み込まれている。
市場で最初のデスクトップのようなインタフェースの1つは、Magic Desk Iと呼ばれるプログラムであった。1983年にCommodore 64ホームコンピュータ用のカートリッジとして作られたこの非常に原始的なGUIは、電話、引き出し、電卓などを備えたデスクトップのスケッチを低解像度で表示していた。ユーザは、ビデオゲームで使用したことのあるジョイスティックを使用して、手を指し示すスプライトを動かすことで、選択を行った。画面上のオプションは、ジョイスティックの発射ボタンを押すことによって選択された。Magic Desk Iプログラムは、タイプライターをグラフィカルにエミュレートし、オーディオ効果を加えたものであった。その他のアプリケーションには、電卓、Rolodexオーガナイザー、ターミナルエミュレータが含まれていた。ファイルはデスクトップの引き出しにアーカイブすることができた。ゴミ箱もあった。 
デスクトップ・メタファーを標準機能として使用して、それまでのコマンドライン・インターフェースに代わってデスクトップ・メタファーを普及させた最初のコンピューターは1984年のApple Macintoshであった。デスクトップ・メタファーは、現代のパーソナル・コンピューティングではどこにでもあるもので、最新のオペレーティングシステム（Windows、macOS、Linux、その他のUnixライクなシステム）のほとんどのデスクトップ環境で見られる。 
BeOSは、他の多くのシステムよりもデスクトップ・メタファーを厳密に観察していた。たとえば、外付けハードドライブは「デスクトップ」に表示され、内蔵ハードドライブにはコンピュータ自体を表すアイコンをクリックしてアクセスした。それに比べて、Mac OSはデフォルトですべてのドライブをデスクトップ上に配置しているが、Windowsでは「コンピュータ」とラベル付けされたアイコンを使ってドライブにアクセスすることができる。   
デスクトップ・メタファーとしてのAmigaの用語は、ワークショップの専門用語から直接採用された。デスクトップはワークベンチと呼ばれ、プログラムはツールと呼ばれ、小さなアプリケーション（アプレット）はユーティリティ、ディレクトリはドロワーなどと呼ばれていた。オブジェクトのアイコンはアニメーションで表示され、ディレクトリは引き出しとして表示され、開いているか閉じているかのどちらかで表現されていた。Classic Mac OSやmacOSのデスクトップのように、フロッピーディスクやCD-ROMのアイコンは、ディスクがドライブに挿入されるとデスクトップ上に表示され、ワークベンチの表面にある物理的なフロッピーディスクやCD-ROMと仮想的に対になっていた。

## ペーパー・パラダイム

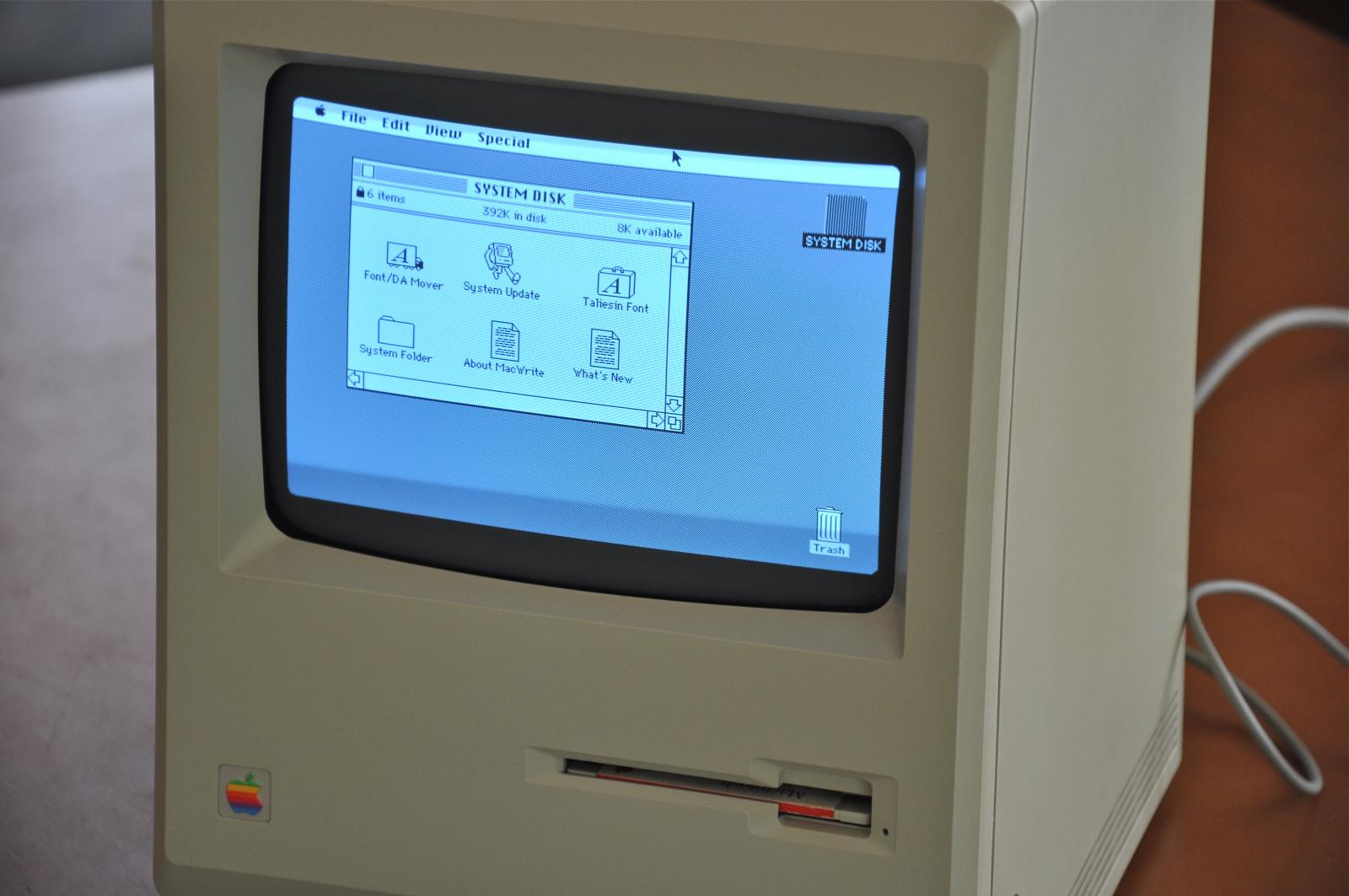
1984年のMacintoshは、新しいグラフィカル・ユーザ・インターフェイスを普及させた。ユーザは、抽象的なテキストコマンドではなく、実生活に馴染みのあるアイテムのアイコンを含む比喩的なデスクトップを使って、コンピュータとコミュニケーションを取った。

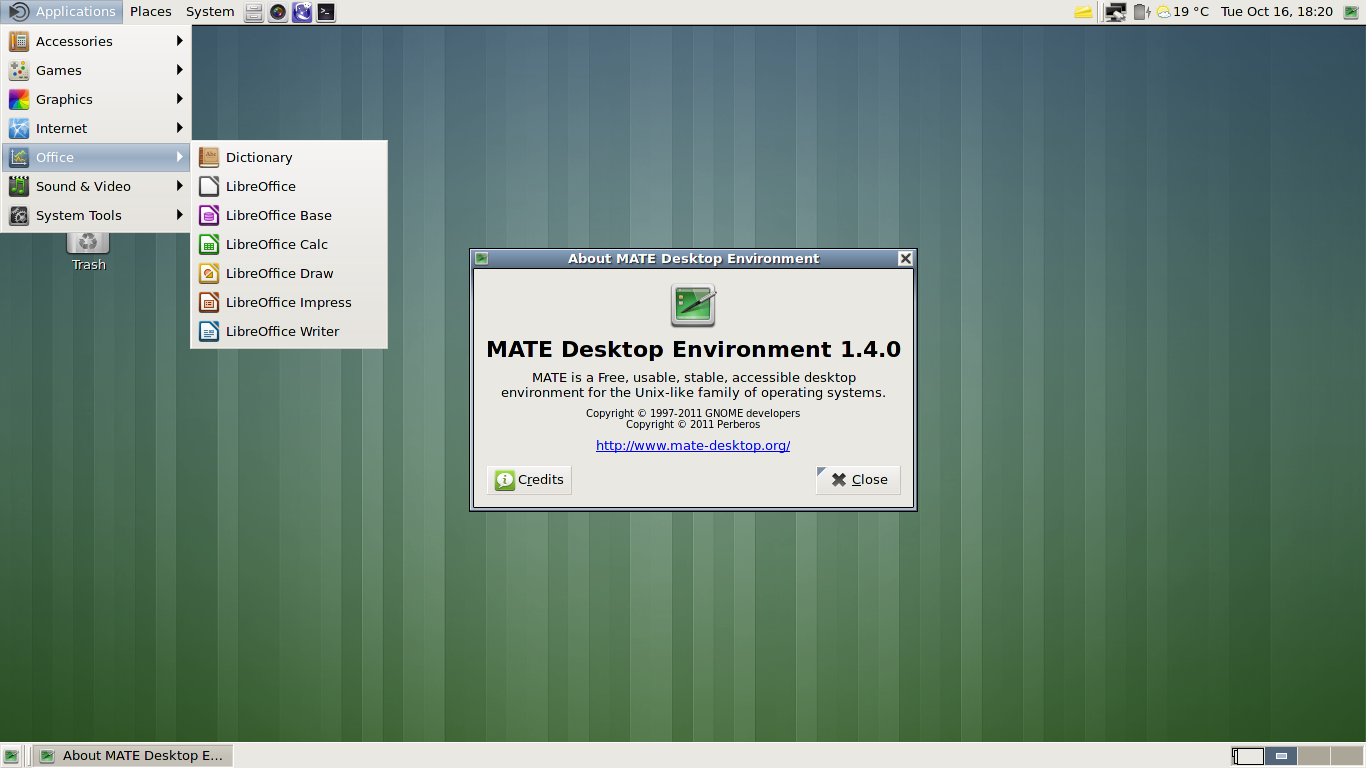
Debian上で動作するMATEデスクトップ環境で、デスクトップ、アプリケーションメニュー、About MATEウィンドウを表示する。

「ペーパー・パラダイム」とは、ほとんどの最新のコンピュータやオペレーティングシステムで使用されているパラダイムを指す。ペーパー・パラダイムは、通常、白い背景に黒い文字、フォルダ内のファイル、および「デスクトップ」で構成されている。ペーパー・パラダイムは、ダグラス・エンゲルバート、ゼロックスPARC、Apple Computerなど、多くの個人や組織によって生み出されたものであり、当時の一般的な職場（紙、フォルダ、デスクトップ）に似せてコンピュータをより使いやすくする試みであった。1968年にエンゲルバートが初めて一般に公開したのは、現在では「すべてのデモの母（The Mother of All Demos）」と呼ばれているものである。 
ジョン・シラクサより:
1984年当時、GUIを見たことのないユーザーに初代Macのインタフェースを説明する際には、必然的に以下のようなアイコンの説明が含まれていました:「このアイコンはディスク上のファイルを表しています」。しかし、多くの人が驚いたことに、ユーザーはすぐにそのような意味合いを捨ててしまいました。このアイコンは私のファイルです。私のファイルはこのアイコンです。一方のアイコンは他方のアイコンの「表現」でも「インターフェース」でもありません。このような関係性はほとんどの人にとって異質なものであり、彼らが知っている現実ともっとシンプルで直接的な関係性があるときには、不要な精神的な荷物となっていたのです。 
それ以来、コンピュータの多くの側面は、ファイルへの「ショートカット」、ハイパーテキスト、非空間的なファイル・ブラウジングなどの機能を実装することで、ペーパー・パラダイムから離れていった。ショートカット（実際のファイルではなく、リダイレクトするプロキシとして機能するファイルへのリンク）とハイパーテキストには、現実世界ではこれと同等のものがない。非空間的なファイル・ブラウジングも同様に、同じフォルダを表す複数のウィンドウを同時に開くことができるので、初心者ユーザを混乱させる可能性があるが、実際には不可能である。このような現実世界と同等のものからの逸脱は、純粋なペーパー・パラダイムに反するものである。